# 0941
0941 è il prefisso telefonico del distretto di Patti, appartenente al compartimento di Messina.
Il distretto comprende la parte centro-settentrionale della provincia di Messina. Confina con i distretti di Messina (090) a est, di Taormina (0942) e di Catania (095) a sud e di Cefalù (0921) a ovest.

## Aree locali e comuni
Il distretto di Patti comprende 39 comuni inclusi nelle 4 aree locali di Capo d'Orlando (ex settori di Brolo, Capo d'Orlando e Tortorici), Furnari (ex settori di Furnari, Montalbano Elicona, Novara di Sicilia e San Piero Patti), Patti e Sant'Agata di Militello. I comuni compresi nel distretto sono: Acquedolci, Alcara Li Fusi, Basicò, Brolo, Capo d'Orlando, Capri Leone, Castell'Umberto, Falcone, Ficarra, Floresta, Fondachelli-Fantina, Frazzanò, Furnari, Galati Mamertino, Gioiosa Marea, Librizzi, Longi, Mazzarrà Sant'Andrea, Militello Rosmarino, Mirto, Montagnareale, Montalbano Elicona, Naso, Novara di Sicilia, Oliveri, Patti, Piraino, Raccuja, San Fratello, San Marco d'Alunzio, San Piero Patti, San Salvatore di Fitalia, Sant'Agata di Militello, Sant'Angelo di Brolo, Sinagra, Torrenova, Tortorici, Tripi-Abakainon e Ucria .